# Валіхан Саїліке
Валіхан Саїліке (кит.: 瓦里汗·赛里克; нар. 3 березня 1992, Сіньцзян-Уйгурський автономний район) — китайський борець греко-римського стилю, бронзовий призер чемпіонату світу, бронзовий призер Олімпійських ігор.

## Життєпис
У 2004 році, ще навчаючись у початковій школі, він брав участь у змаганнях з боротьби для учнів початкової та середньої школи і посів третє місце. Потім його відправили в любительську спортивну школу в Карамаї, де він розпочав серйозну спортивну кар'єру.
У 2018 році виборов бронзову нагороду чемпіонату світу.
На токійській Олімпіаді 2020 року у першому поєдинку переміг Етьєна Кінсінгера з Німеччини (1:1 — за рахунок останньої результативної дії), у другому з таким же рахунком поступився Кен'їтіро Фуміті з Японії, однак через те, що японець вийшов до фіналу, отримав право поборотися за бронзову нагороду. У втішній сутичці здобув перемогу над Абделькарімом Фергатом з Алжиру (6:1), а у поєдинку за бронзову медаль знову з рахунком 1:1 за рахунок останньої результативної дії переміг українця Ленура Темірова.

## Спортивні результати на міжнародних змаганнях

### Виступи на Олімпіадах
| Змагання                    | Збірна | Вагова категорія                 | Місце  |
| --------------------------- | ------ | -------------------------------- | ------ |
| Літні Олімпійські ігри 2020 | Китай  | греко-римська боротьба, до 60 кг | Бронза |

### Виступи на Чемпіонатах світу
| Змагання                        | Збірна | Вагова категорія                 | Місце  |
| ------------------------------- | ------ | -------------------------------- | ------ |
| Чемпіонат світу з боротьби 2018 | КНР    | греко-римська боротьба, до 60 кг | Бронза |
| Чемпіонат світу з боротьби 2019 | КНР    | греко-римська боротьба, до 60 кг | 11     |

### Виступи на Чемпіонатах Азії
| Змагання                       | Збірна | Вагова категорія                 | Місце |
| ------------------------------ | ------ | -------------------------------- | ----- |
| Чемпіонат Азії з боротьби 2014 | КНР    | греко-римська боротьба, до 59 кг | 9     |
| Чемпіонат Азії з боротьби 2018 | КНР    | греко-римська боротьба, до 63 кг | 7     |
| Чемпіонат Азії з боротьби 2019 | КНР    | греко-римська боротьба, до 60 кг | 5     |

### Виступи на Азійських іграх
| Змагання           | Збірна | Вагова категорія                 | Місце |
| ------------------ | ------ | -------------------------------- | ----- |
| Азійські ігри 2018 | КНР    | греко-римська боротьба, до 60 кг | 7     |

### Виступи на Всесвітніх іграх військовослужбовців
| Змагання                                | Збірна | Вагова категорія                 | Місце |
| --------------------------------------- | ------ | -------------------------------- | ----- |
| Всесвітні ігри військовослужбовців 2019 | КНР    | греко-римська боротьба, до 60 кг | 7     |

### Виступи на інших змаганнях
| Змагання                                                     | Збірна | Вагова категорія                 | Місце  |
| ------------------------------------------------------------ | ------ | -------------------------------- | ------ |
| Гран-прі Угорщини з боротьби 2018                            | КНР    | греко-римська боротьба, до 60 кг | Срібло |
| Гран-прі Угорщини з боротьби 2019                            | КНР    | греко-римська боротьба, до 63 кг | Бронза |
| Турнір Дана Колова — Николи Петрова 2019                     | КНР    | греко-римська боротьба, до 60 кг | Срібло |
| Меморіал Олега Караваєва 2019                                | КНР    | греко-римська боротьба, до 63 кг | Бронза |
| Кубок Владислава Пітласинські 2019                           | КНР    | греко-римська боротьба, до 60 кг | Срібло |
| Меморіал Маттео Пелліконе 2020                               | КНР    | греко-римська боротьба, до 60 кг | Золото |
| Олімпійський кваліфікаційний турнір з боротьби 2020 (Алмати) | КНР    | греко-римська боротьба, до 60 кг | Срібло |
| Відкритий чемпіонат Загреба з боротьби 2023                  | КНР    | греко-римська боротьба, до 67 кг | 18     |
| Турнір Ібрагіма Мустафи 2023                                 | КНР    | греко-римська боротьба, до 67 кг | 8      |
| Турнір К. У. Кожомкула і Р. Санатбаєва 2023                  | КНР    | греко-римська боротьба, до 67 кг | 14     |